# Brieštie
Brieštie és un poble i municipi d'Eslovàquia que es troba a la regió de Žilina, al centre-nord del país. La primera menció escrita de la vila es remunta al 1392.

## Demografia
| Godina             | 1994 | 2004    | 2014    | 2024   |
| ------------------ | ---- | ------- | ------- | ------ |
| Nombre de persones | 183  | 159     | 138     | 128    |
| Diferència         |      | −13,11% | −13,20% | −7,24% |

| Godina             | 2023 | 2024   |
| ------------------ | ---- | ------ |
| Nombre de persones | 133  | 128    |
| Diferència         |      | −3,75% |